# James Lloyd (Massachusettspolitiker)
James Lloyd, född 1769 i Boston, Massachusetts, död 5 april 1831 i New York, var en amerikansk politiker.
Lloyd gick i skola i Boston Latin School och studerade vid Harvard University. Han var ledamot av Massachusetts House of Representatives, underhuset i delstatens lagstiftande församling, 1800-1801 och ledamot av delstatens senat 1804. Han var ledamot av USA:s senat 1813-1818 och 1822-1826.